# Križ
 Ovo je glavno značenje pojma Križ. Za druga značenja pogledajte Križ (razdvojba).
Križ je geometrijski lik koji se sastoji od dvije crte ili pruge koje se sijeku pod kutom od 90°, pri čemu se jedna ili obje crte dijele popola. Križ je jedan od najstarijih ljudskih simbola, te se koristi kao simbol u mnogim religijama.

## Vanjske poveznice
|  | Zajednički poslužitelj ima još gradiva o temi Križevi |